# Nacionalisme europeu

L'europatriotisme sosté la idea que Europa forma una sola nació. Aquesta idea es pot canalitzar cap a la Unió Europea i cap als Estats Units d'Europa.

L'europatriotisme o nacionalisme europeu és el patriotisme d'Europa. Amb ell està relacionat el pan-nacionalisme europeu.
L'europatriotisme no és una paraula bé definida, i mentre alguns ho entenen com el patriotisme per i sobre Europa, els seus ideals comuns, herència i nocions similars (temes en discussió), molts veuen l'Europatriotisme definit com el patriotisme per i sobre la Unió Europea. Tal patriotisme de la Unió Europea no és generalment el patriotisme per a les institucions de la Unió Europea, sinó el patriotisme per a una visió dels pobles de la Unió que s'identifiquen primer amb la Unió Europea com un futur d'estat nació (o un cos supranacional similar) a diferència dels pobles on el patriotisme és el de l'Estat membre de la Unió Europea, del qual ells són ciutadans. Molts també sostenen una visió en la qual la Unió Europea abastaria tot el continent. No obstant això, també se sostenen altres propostes com la creació d'uns Estats Units d'Europa.

## Història
El nacionalisme europeu neix amb la idea de Víctor Hugo dels Estats Units d'Europa. Obviada aquesta idea pels contemporanis de Víctor Hugo, aconsegueixo el seu clímax en els anys 20, sobretot al setembre de 1929, quan el president de França, Aristide Briand va fer un discurs en el qual deia que Europa ha d'avançar cap a un model federal.
No obstant això, el nacionalisme europeu es va veure truncat per l'ascens de Hitler al poder i la Segona Guerra Mundial. Tal guerra va fer que Europa deixés de ser el centre del món, passant als Estats Units d'Amèrica.
Després de la Segona Guerra Mundial, la idea de Víctor Hugo ha anat creixent i donant fruits, tals com la creació primer de la Comunitat Econòmica Europea, després de la Unió Europea i la implantació de la moneda única para tota la Unió i la Constitució Europea.

## Ideòlegs del nacionalisme i federalisme europeus
- Víctor Hugo
- Winston Churchill
- Richard Nikolaus Graf von Coudenhove-Kalergi: Amb obres com Europe must unite, Paneuropa, Crusade for Pan-Europe: autobiography of a man and a movement i Europe seeks unity: With a pref. by William C. Bullitt.
- Guy Verhofstadt: The united states of Europe: manifesto for a new Europe, The Financial Crisis - How Europe Can Save the World, History of the Paneuropean movement from 1922 to 1962 i Europa en de nieuwe wereldorde
- Ernest Wistrich: The United States of Europe , After 1992: The United States of Europe i Europe: out of the impasse.
- Pasqual Maragall

## Cultura i identitat Pan-Europea
La idea de pan-europeisme implica que el prefix s'aplica al llarg de tot Europa en contrast amb els països que la conformen en l'actualitat.
Històricament, la cultura europea no ha arribat a una unitat geopolítica, atès que les cultures nacionals han influït en la creació d'estats-nació. En l'actualitat, la integració europea coexisteix amb les lleialtats nacionals i el patriotisme nacional.
El desenvolupament d'una identitat europea es veu com un objectiu vital en l'adquisició d'influència política, econòmica i militar a tot el món d'una Europa unida. Recolza la fundació de valors comuns europeus, com els drets humans fonamentals i la propagació del benestar. També enforteix la democràcia supranacional i les institucions socials de la Unió Europea. El concepte d'identitat comuna europea és vist com un subproducte de la meta principal del procés integrador europeu, i es promou activament.